# Купцов, Максим Олегович
Максим Олегович Купцов (1987 год, Горький, Горьковская область, РСФСР, СССР) — российский боец смешанных единоборств, чемпион и призёр чемпионатов России, Европы и мира по боевому самбо, мастер спорта России по рукопашному бою (2014), мастер спорта России международного класса по самбо (2015). Выпускник факультета физической культуры и спорта Нижегородского государственного педагогического университета 2011 года. Занимается тренерской деятельностью с 2010 года. Тренер высшей категории (2014).

## Выступления на чемпионатах России
- Чемпионат России по боевому самбо 2008 — ;
- Чемпионат России по боевому самбо 2011 — ;

## Статистика боёв
| Боёв 8   | Побед 6 | Поражений 2 |
| -------- | ------- | ----------- |
| Нокаутом | 1       | 0           |
| Сдачей   | 3       | 1           |
| Решением | 2       | 1           |

| Результат | Рекорд | Соперник             | Способ                           | Турнир                                                    | Дата            | Раунд | Время | Место                                          | Примечание |
| --------- | ------ | -------------------- | -------------------------------- | --------------------------------------------------------- | --------------- | ----- | ----- | ---------------------------------------------- | ---------- |
| Победа    | 6-2    | Алхаз Худиев         | Болевой (удушение треугольником) | FWR — Fights With Rules 2                                 | 26 мая 2011     | 1     | 0:53  | Уфа, Башкортостан, Россия                      |            |
| Победа    | 5-2    | Мамур Фолл           | Единогласное решение             | FWR — Fights With Rules 1                                 | 10 декабря 2010 | 3     | 5:00  | Уфа, Башкортостан, Россия                      |            |
| Поражение | 4-2    | Джером Биссон        | Раздельное решение               | Sambo-70 / M-1 Global — Sochi Open European Championships | 14 июля 2010    | 3     | 5:00  | Сочи, Краснодарский край, Россия               |            |
| Победа    | 4-1    | Эдуард Дидье Роза    | Болевой (рычаг локтя)            | MFC — Mix Fight Combat                                    | 6 мая 2010      | 1     | 3:42  | Нижний Новгород, Нижегородская область, Россия |            |
| Победа    | 3-1    | Куаныш Турмышев      | Болевой (рычаг локтя)            | M-1 Selection 2010 — Eastern Europe Round 2               | 10 апреля 2010  | 2     | 1:16  | Киев, Украина                                  |            |
| Поражение | 2-1    | Александр Сарнавский | Болевой (удушение сзади)         | M-1 Selection 2010 — Eastern Europe Round 1               | 26 февраля 2010 | 1     | 4:03  | Санкт-Петербург, Россия                        |            |
| Победа    | 2-0    | Сероб Минасян        | Единогласное решение             | M-1 Challenge — 2009 Selections 7                         | 3 октября 2009  | 2     | 5:00  | Москва, Россия                                 |            |
| Победа    | 1-0    | Сэмюэль Джудес       | ТКО                              | M-1 MFC — Fedor Emelianenko Cup                           | 15 мая 2008     | 1     | 0:00  | Санкт-Петербург, Россия                        |            |